# Kris Kross Amsterdam
Kris Kross Amsterdam è un trio di DJ olandesi di Amsterdam. Il gruppo è composto dai due fratelli Jordy e Sander Huisman a cui si è unito nel 2014 Yuki Kempees. La loro musica è un mix di vari stili musicali come R&B, hip hop, funk, soul, pop e house.
Il nome è un'allusione volontaria ai Kris Kross, noto duo rap dei primi anni novanta conosciuto per il singolo Jump.

## Carriera
I fratelli Huisman formano un duo nel 2011 con il nome Kris Kross Amsterdam esibendosi principalmente ad Amsterdam. Diventando un collettivo di DJ nell'estate 2014 con l'unione al gruppo di Yuki Kempees.
Nel giugno 2015, dopo aver cantato per Spinnin' Records, il gruppo pubblicò il loro singolo di debutto Until the Morning con Choco.
Nel febbraio 2016, il gruppo ritornò dentro a Spinnin' Records è pubblicò il loro primo singolo internazionale Sex con il trio americano elettronico Cheat Codes, includendo come campione del ritornello dei frammenti di testo della canzone Let's Talk About Sex delle Salt-n-Pepa. Il singolo raggiunse la posizione numero 2 nei Paesi Bassi e entrò nelle classifiche di molti paesi.

Nell'estate 2018 tornano sul mercato musicale insieme al dj tedesco The Boy Next Door (pseudonimo di André Städter) e alla voce britannica Conor Maynard con il singolo Whenever, contenente il ritornello Whenever, Wherever di Shakira.
Il gruppo annovera partecipazioni oltre ai club di Amsterdam, ai festival dance quali: Mysteryland, Tomorrowland, Parookaville e Ultra Music Festival.

## Discografia

### Singoli
- 2015 - Until the Morning (feat. Choco)
- 2016 - Sex (con Cheat Codes)
- 2016 - Are You Sure? (feat. Ty Dolla Sign e Conor Maynard)
- 2017 - Gone Is the Night (feat. Jorge Blanco)
- 2018 - Whenever (con The Boy Next Door e Conor Maynard)
- 2018 - Vámonos (feat. Ally Brooke e Messiah)
- 2018 - Hij Is Van Mij (con Maan e Tabitha feat. Bizzey)
- 2019 - Moment (con Kraantje Pappie e Tabitha)
- 2019 - Ik Sta Jou Beter (con Nielson)
- 2019 - Ooh Girl (con Conor Maynard feat. A Boogie with da Hoodie)
- 2020 - Loop Niet Weg (con Tino Martin feat. Emma Heesters)
- 2020 - Mij Niet Ee a Gezien (con Lil Kleine e Yade Lauren)

### Remix
- 2016 - DVBBS e Shaun Frank feat. Delaney Jane - La La Land
- 2016 - David Guetta featuring Zara Larsson - This One's for You
- 2016 - Britney Spears feat. G-Eazy - Make Me...